# Argyrolopha
Argyrolopha là một chi bướm đêm thuộc họ Noctuidae.